# Campeonato Soviético de Xadrez de 1947

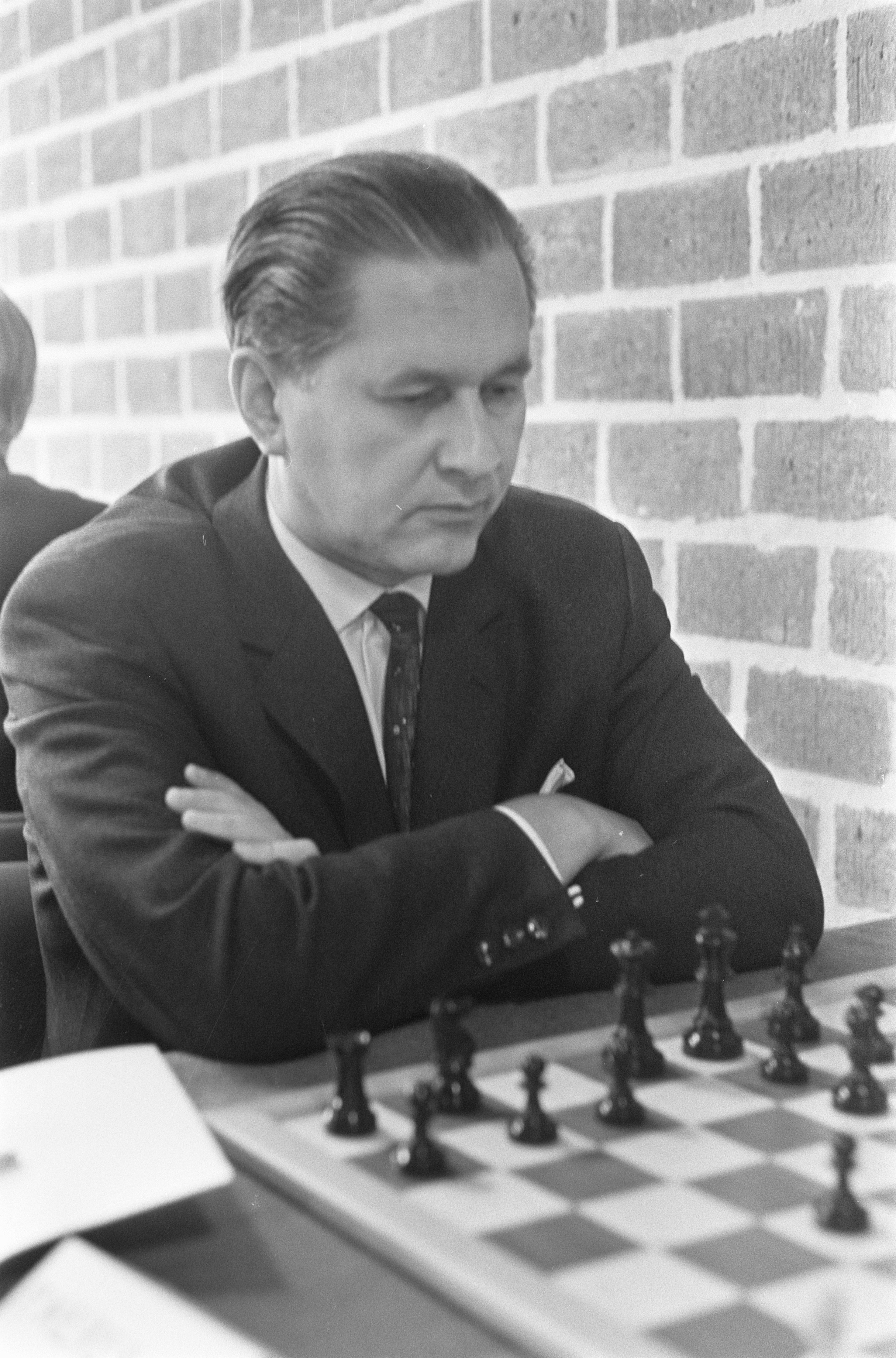
Paul Keres

O Campeonato Soviético de Xadrez de 1947 foi a 15ª edição do Campeonato de xadrez da União Soviética, realizado em Leningrado, de 2 de fevereiro a 8 de março de 1947. A competição foi vencida por Paul Keres. 

## Classificação e resultados
| N° | Jogador             | 1 | 2 | 3 | 4 | 5 | 6 | 7 | 8 | 9 | 10 | 11 | 12 | 13 | 14 | 15 | 16 | 17 | 18 | 19 | 20 | Total |
| -- | ------------------- | - | - | - | - | - | - | - | - | - | -- | -- | -- | -- | -- | -- | -- | -- | -- | -- | -- | ----- |
| 1  | Paul Keres          | - | ½ | 1 | ½ | ½ | 1 | ½ | ½ | 1 | 1  | 1  | 1  | ½  | ½  | 1  | 1  | ½  | 1  | 0  | 1  | 14    |
| 2  | Isaac Boleslavsky   | ½ | - | ½ | ½ | ½ | 1 | ½ | ½ | 1 | ½  | ½  | ½  | ½  | 1  | 1  | 1  | ½  | 1  | 1  | ½  | 13    |
| 3  | Vassily Smyslov     | 0 | ½ | - | ½ | ½ | 1 | ½ | 1 | 1 | ½  | ½  | 1  | 1  | 1  | 0  | ½  | 1  | ½  | ½  | ½  | 12    |
| 4  | Igor Bondarevsky    | ½ | ½ | ½ | - | ½ |   | ½ | ½ | 1 | ½  | 1  | 1  | ½  | ½  | 1  | ½  | 1  | ½  | 0  | 1  | 11½   |
| 5  | David Bronstein     | ½ | ½ | ½ | ½ | - | ½ | ½ | 0 | ½ | 1  | 1  | 0  | ½  | ½  | ½  | ½  | 1  | ½  | 1  | 1  | 11    |
| 6  | Alexander Tolush    | 0 | 0 | 0 |   | ½ | - | ½ | 1 | 1 | ½  | ½  | 1  | ½  | 1  | 1  | 1  | ½  | ½  | ½  | 1  | 11    |
| 7  | Salo Flohr          | ½ | ½ | ½ | ½ | ½ | ½ | - | ½ | ½ | 1  | ½  | ½  | ½  | 0  | 0  | 1  | 0  | 1  | 1  | 1  | 10½   |
| 8  | Andor Lilienthal    | ½ | ½ | 0 | ½ | 1 | 0 | ½ | - | 1 | ½  | ½  | 1  | ½  | ½  | ½  | ½  | ½  | ½  | 1  | ½  | 10½   |
| 9  | Viacheslav Ragozin  | 0 | 0 | 0 | 0 | ½ | 0 | ½ | 0 | - | ½  | ½  | 1  | 1  | ½  | 1  | 1  | ½  | 1  | 1  | 1  | 10    |
| 10 | Vladimir Makogonov  | 0 | ½ | ½ | ½ | 0 | ½ | 0 | ½ | ½ | -  | ½  | ½  | 0  | ½  | ½  | 1  | ½  | 1  | 1  | ½  | 9     |
| 11 | Grigory Levenfish   | 0 | ½ | ½ | 0 | 0 | ½ | ½ | ½ | ½ | ½  | -  | 0  | ½  | ½  | ½  | 1  | 1  | 1  | 0  | 1  | 9     |
| 12 | Genrikh Kasparian   | 0 | ½ | 0 | 0 | 1 | 0 | ½ | 0 | 0 | ½  | 1  | -  | 1  | 0  | 1  | ½  | 1  | 0  | 1  | 1  | 9     |
| 13 | Mikhail Yudovich    | ½ | ½ | 0 | ½ | ½ | ½ | ½ | ½ | 0 | 1  | ½  | 0  | -  | ½  | ½  | 0  | 0  | ½  | 1  | ½  | 8     |
| 14 | Ilya Kan            | ½ | 0 | 0 | ½ | ½ | 0 | 1 | ½ | ½ | ½  | ½  | 1  | ½  | -  | 0  | 0  | 1  | ½  | ½  | 0  | 8     |
| 15 | Anatoly Ufimtsev    | 0 | 0 | 1 | 0 | ½ | 0 | 1 | ½ | 0 | ½  | ½  | 0  | ½  | 1  | -  | 0  | ½  | ½  | 1  | ½  | 8     |
| 16 | Vladimir Alatortsev | 0 | 0 | ½ | ½ | ½ | 0 | 0 | ½ | 0 | 0  | 0  | ½  | 1  | 1  | 1  | -  | 1  | ½  | ½  | 0  | 7½    |
| 17 | Lev Aronin          | ½ | ½ | 0 | 0 | 0 | ½ | 1 | ½ | ½ | ½  | 0  | 0  | 1  | 0  | ½  | 0  | -  | ½  | 1  | 0  | 7     |
| 18 | Boris Goldenov      | 0 | 0 | ½ | ½ | ½ | ½ | 0 | ½ | 0 | 0  | 0  | 1  | ½  | ½  | ½  | ½  | ½  | -  | 0  | 1  | 7     |
| 19 | Konstantin Klaman   | 1 | 0 | ½ | 1 | 0 | ½ | 0 | 0 | 0 | 0  | 1  | 0  | 0  | ½  | 0  | ½  | 0  | 1  | -  | ½  | 6½    |
| 20 | Peter Dubinin       | 0 | ½ | ½ | 0 | 0 | 0 | 0 | ½ | 0 | ½  | 0  | 0  | ½  | 1  | ½  | 1  | 1  | 0  | ½  | -  | 6½    |